# Li Meisu
Meisu Li, född den 17 april 1959, är en kinesisk före detta friidrottare som tävlade i kulstötning.
Lis främsta merit är hennes bronsmedalj i kulstötning vid Olympiska sommarspelen 1988. Hon var även i final vid två världsmästerskap. Första gången, vid VM 1987 slutade hon på en sjunde plats efter en stöt på 20,43. Andra gången var vid VM 1997 då hon slutade sexa, efter att ha stöt 18,62 meter.

## Personliga rekord
- Kulstötning - 21,76 meter